# Podmelnik
Podmelnik je naselje u Hrvatskoj u sastavu Grada Novog Vinodolskog. Nalazi se u Primorsko-goranskoj županiji.

## Zemljopis
Zapadno su Drinak i Klenovica, sjeveroistočno je Luka Krmpotska, istočno je Javorje, jugoistočno su Ruševo Krmpotsko, Zabukovac i Alan, južno-jugozapadno su Bile, jugozapadno su Jakov Polje i Smokvica Krmpotska.

## Stanovništvo
| broj stanovnika | 52    |       | 58    | 80    | 95    | 80    | 82    | 68    | 52    | 63    | 44    | 6     |       |       |       |       |       |
|                 | 1857. | 1869. | 1880. | 1890. | 1900. | 1910. | 1921. | 1931. | 1948. | 1953. | 1961. | 1971. | 1981. | 1991. | 2001. | 2011. | 2021. |